# Danny Baranowsky
Danny Baranowsky (někdy také Danny B nebo dB SoundWorks, * 5. dubna 1984, Mesa, Arizona) je skladatel elektronické hudby. Vytváří hudbu převážně pro nezávislé počítačové hry. Proslavil se zejména soundtracky pro hry Canabalt, Super Meat Boy, The Binding of Isaac, Crypt of the NecroDancer a Industries of Titan.